# Automóvil de carreras

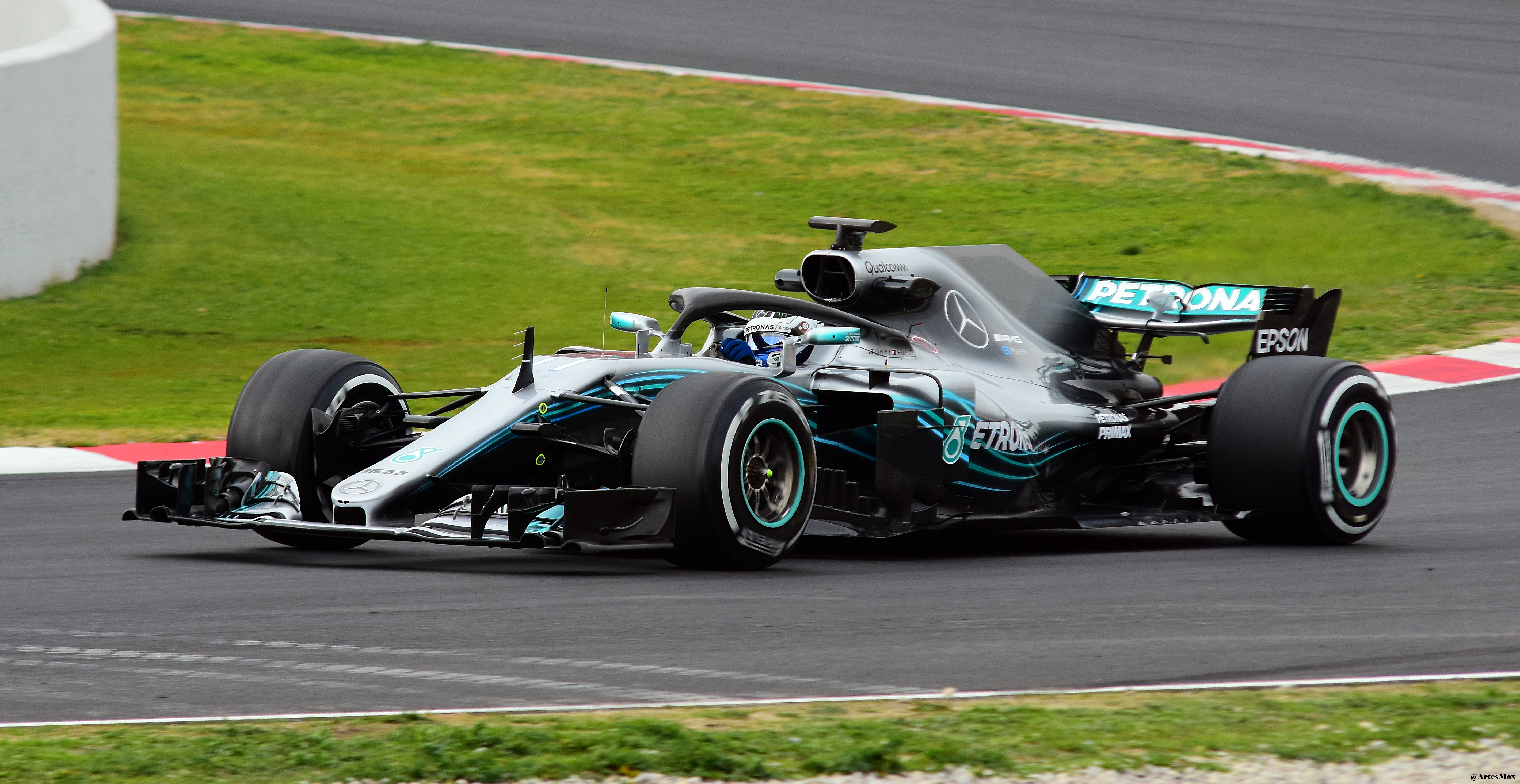
Mercedes AMG F1 W09 EQ Power+, monoplaza de Fórmula 1.

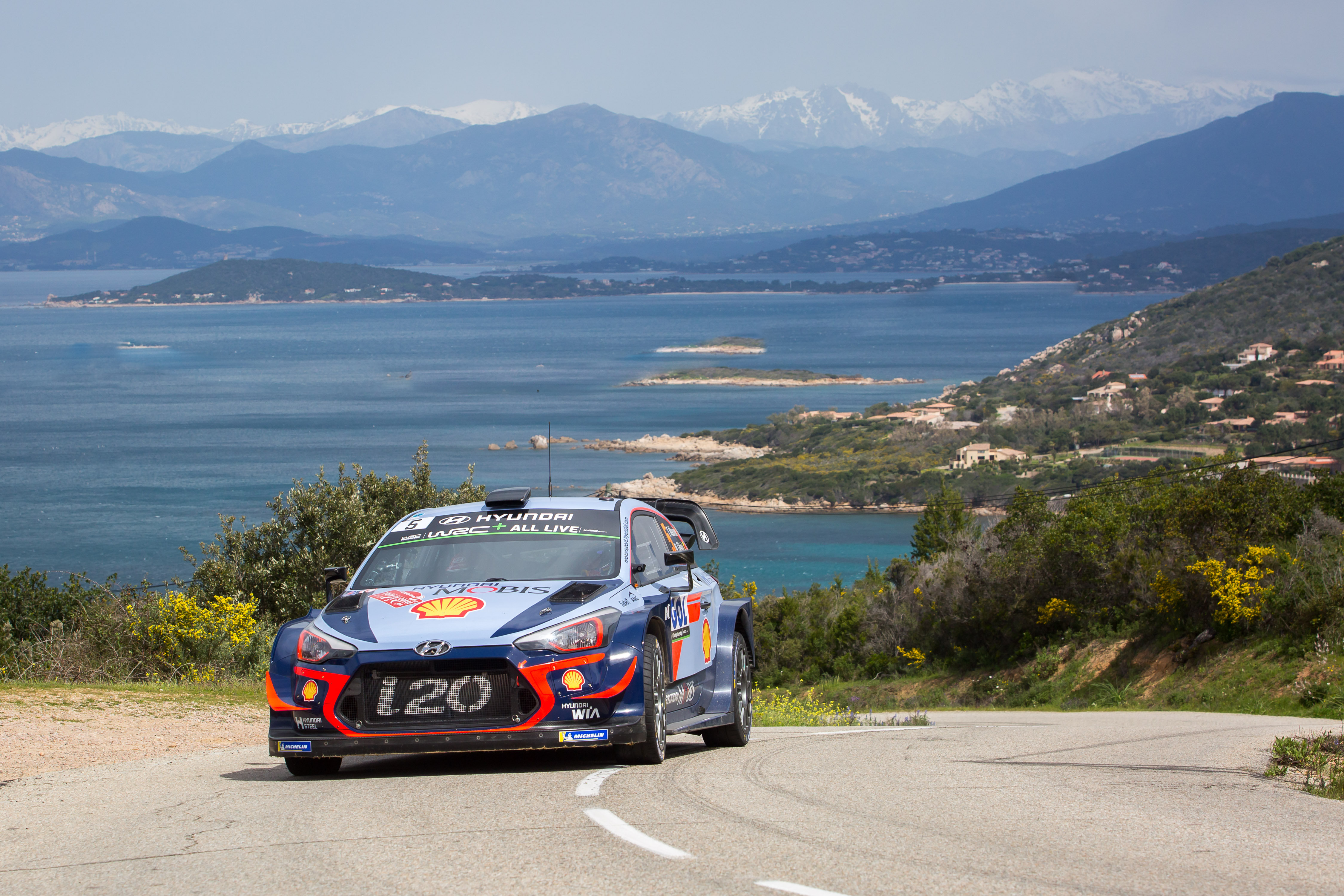
Hyundai i20 Coupe WRC, categoría rally.

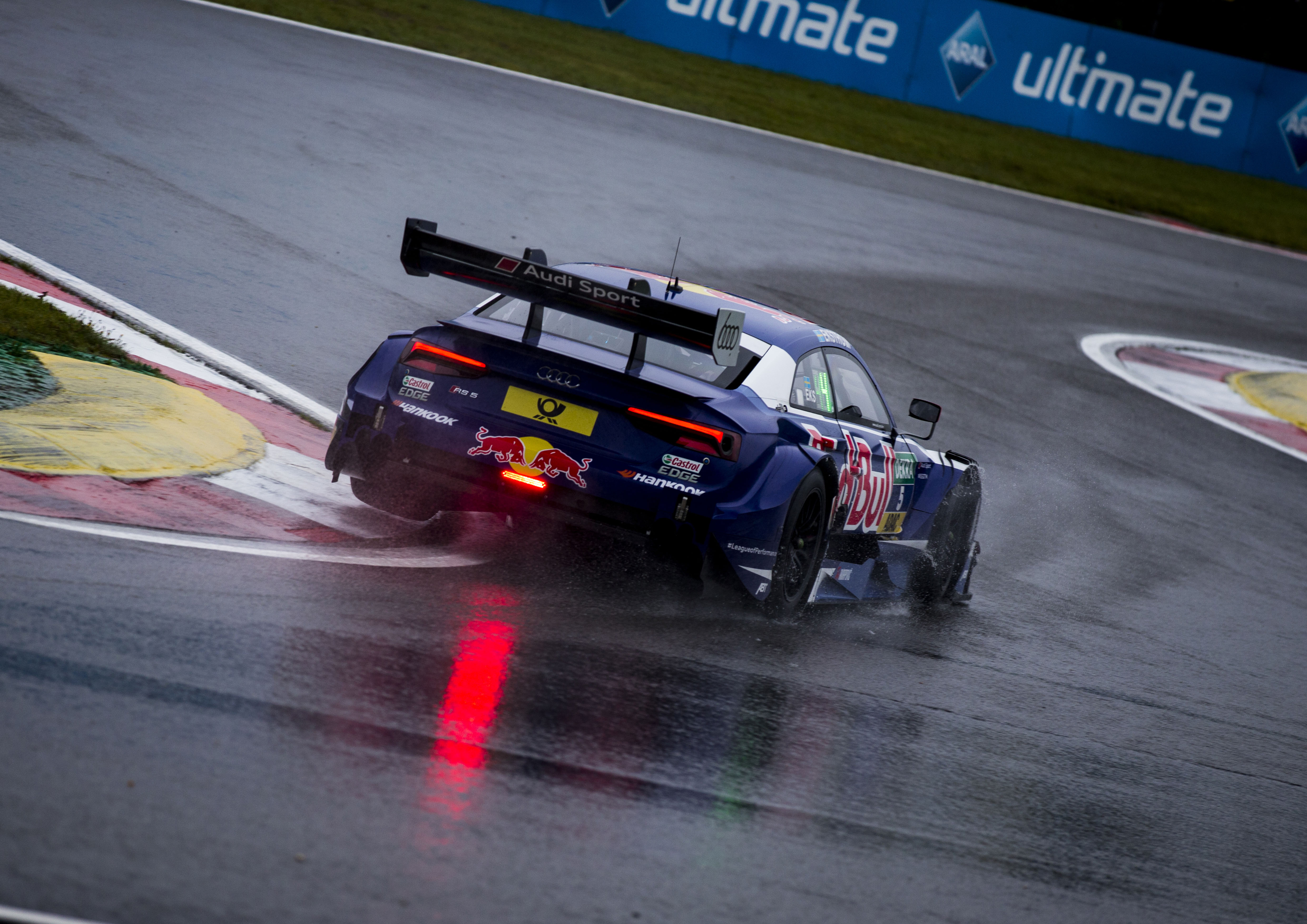
Audi RS A5, DTM silueta.

Un automóvil de carreras está modificado para usarse en competencias de automovilismo. Según la disciplina y la categoría, un automóvil de carreras puede estar basado en un automóvil de calle o puede haber sido modificado específicamente para las carreras.
Los automóviles deportivos se caracterizan por ser más anchos largos y altos, muchos de estos son modificados especialmente para poder tener un mejor agarre al asfalto o para hacer Drift.

## Tipos de automóviles de carreras
En las carreras en circuitos y rally es muy habitual utilizar turismos y deportivos, tanto porque las modificaciones necesarias sean escasas y económicas, porque las marcas de automóviles pueden publicitar sus modelos a la venta mediante campañas exitosas en este tipo de carreras. Cada categoría posee un reglamento técnico para restringir las modificaciones, que se llama homologación. La Federación Internacional del Automóvil determina homologaciones que se utilizan en todos los continentes, pero muchas categorías utilizan homologaciones propias.
Otro tipo de automóviles de carreras son los monoplazas y los sport prototipos, que poseen un único asiento y tienen muy poco que ver con los automóviles de calle. Los monoplazas son extremadamente angostos para reducir la superficie de rozamiento con el aire, y casi siempre utilizan alerones para aumentar la carga aerodinámica vertical. Otra variedad de prototipos de carreras son los siluetas, que poseen una carrocería similar a la de un automóvil de calle pero cuya mecánica es completamente distinta.

## Configuración de carrera
En casi todas las categorías, los equipos tienen la posibilidad de modificar características del automóvil, para mejorar las carreras y adaptarse al trazado y a las condiciones meteorológicas:

### Suspensión y dirección
- Los muelles y amortiguadores de la suspensión puede endurecerse o ablandarse para mejorar el comportamiento en curvas y baches
- El despeje al suelo y el recorrido máximo de la suspensión pueden ajustarse para modificar el comportamiento en saltos, baches y pendientes.
- Los ángulos de caída y comba de las ruedas pueden modificarse, para inducir sobrevirancia o subvirancia.
- La multiplicación y dureza de la dirección puede alterarse, por ejemplo para mejorar la precisión en curvas abiertas o para negociar horquillas con más facilidad.

### Neumáticos y frenos
- Los neumáticos pueden tener compuesto blando, medio o duro, y surcos de distinta profundidad y diseño (para la lluvia) o clavos (para la nieve y el hielo).
- El sistema de frenos puede balancearse o en su lugar colocar discos de diámetro más grande o hiperventilados, todo esto para tener mayor circulación de aire dentro de los mismos y contribuir al enfriamiento del sistema de frenos.

### Motor
- Las distintas piezas se pueden reemplazar por otras más livianas, para aumentar el régimen máximo y alivianar al automóvil.
- Los cilindros, filtros de aire, válvulas, entradas de aire y salidas de escape pueden aumentarse de tamaño.
- La unidad de control de motor puede ser reprogramada o reemplazada para modificar el punto de encendido, la cantidad de combustible inyectado, el nivel de presión del sobrealimentador y del limitador de régimen.
- Los sobrealimentadores y sistemas de inyección de óxido nitroso pueden agregarse en el caso de que no existan originalmente.

### Otros elementos
- Las marchas de la caja de cambios pueden acortarse o alargarse para equilibrar aceleración y velocidad máxima.
- Los alerones pueden tener distinto tamaño e inclinación, para dar preferencia a la adherencia en curva o a la velocidad máxima.
- El centro de masa del automóvil puede desplazarse hacia adelante o atrás (y hacia la izquierda y derecha en las carreras en óvalos).

## Categorías de automóviles
| Auto         | Categoría |
| ------------ | --- |
| Monoplaza    | F1 • F2 • F3 • F4 • F3000 • • Formula E • F4000 • F5000 • Fórmula Atlantic • Fórmula Car Challenge • Fórmula First • Fórmula Ford • Fórmula Junior • Fórmula Libre • Fórmula Mondial • Fórmula Holden/Fórmula Brabham • Fórmula Nippon • IndyCar • Champ Car • FCJ • Fórmula Dream • Fórmula Pacific • IFM • EuroBOSS • FJ1600 • F500• Fórmula SAE |
| Monoplaza    | GP2 • GP3 • Fórmula Abarth • Fórmula Asia • Fórmula Atlantic • Fórmula BMW • Fórmula C • Fórmula Car Challenge • FC Euro Series • Fórmula Continental • FF1600 • FF2000 • Fórmula König • Fórmula LGB (Swift • Hyundai) • Fórmula Maruti • Fórmula Mazda • Fórmula Monza • Fórmula Opel/Vauxhall • Fórmula Nissan • FPA • Fórmula Renault • Fórmula Rolon • Fórmula RUS • Fórmula Super Vee • Fórmula Suzuki Kei Sport • Fórmula Suzuki Hayabusa • Fórmula Toyota • Fórmula Vee • A1GP • Superleague Fórmula • Indy Lights • Auto GP • Barber Pro • Star Mazda • GPM • SRF • China Fórmula Grand Prix • Fórmula V6 Asia |
| Karting      | KF3 • KF2 • KF1 • KZ2 • KZ1 • Superkart |
| Turismo      | Grupo 1 • Grupo 2 • Grupo 5 • Grupo A • Grupo C • Grupo E • Grupo F • Grupo G • Grupo H • Grupo N • Grupo S • Grupo SE • Grupo SP • Super 2000 • Diesel 2000 • Clase 1 • Clase 2 • Super Touring • Super Production • BTC-T • V8 Supercar • DTM • V8Star • NGTC • TC2000 |
| Stock car    | Copa NASCAR • Nationwide • Truck • ARCA • Late model • Super Stock • Street Stock • BriSCA F1 • BriSCA F2 • Hot Rods • Brasil • Ministox • IMCA Sport Compact • Legends • Eurocar • AUSCAR • Supermodified • Turismo Carretera |
| Rally        | Grupo 1 • Grupo 2 • Grupo 4 • Grupo A (WRC • Super 1600 • Super 2000) • Grupo B • Grupo N • Grupo S • Grupo R |
| Sports car   | DP • Grupo 4 • Grupo 5 • Grupo 6 • Grupo 7 • Grupo C • Grupo CN • IMSA GTP • Camel Light • LMP • LMPC • S2000 • Clubmans • GC • GC-21 • Group A Sports Cars |
| Gran Turismo | Grupo 3 • Grupo 4 • Grupo 5 • Grupo B • GT1 • GT2 • GT3 • GT4 • GT500 • GT300 • Trans-Am • IMSA GTO/GTS • IMSA GTU • Appendix K • Group D GT Cars • Grupo D Production Sports Cars |
| Arrancones   | Top Fuel • Funny Car • Pro Stock • Top Alcohol • Pro Modified • Pro RWD • Pro FWD • All Motor • Super Comp/Quick Rod • Street Stock • Top Doorslammer |
| Off road     | Trophy Truck • Truggy • Dune buggy • Baja Bug • Fórmula Offroad |

## Ediciones limitadas

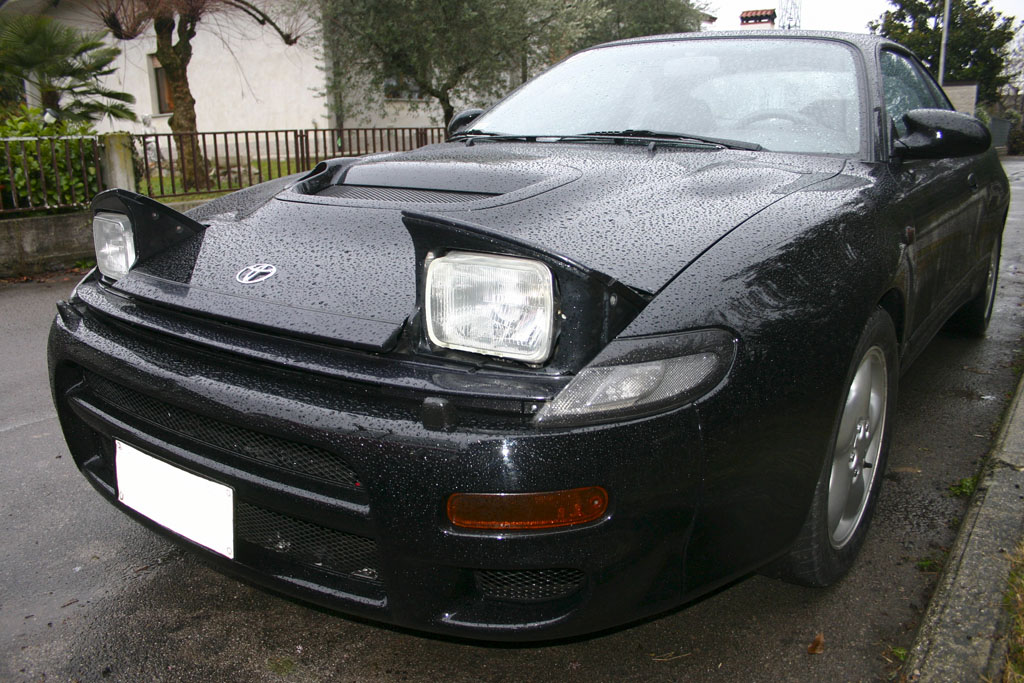
Toyota Celica Carlos Sainz

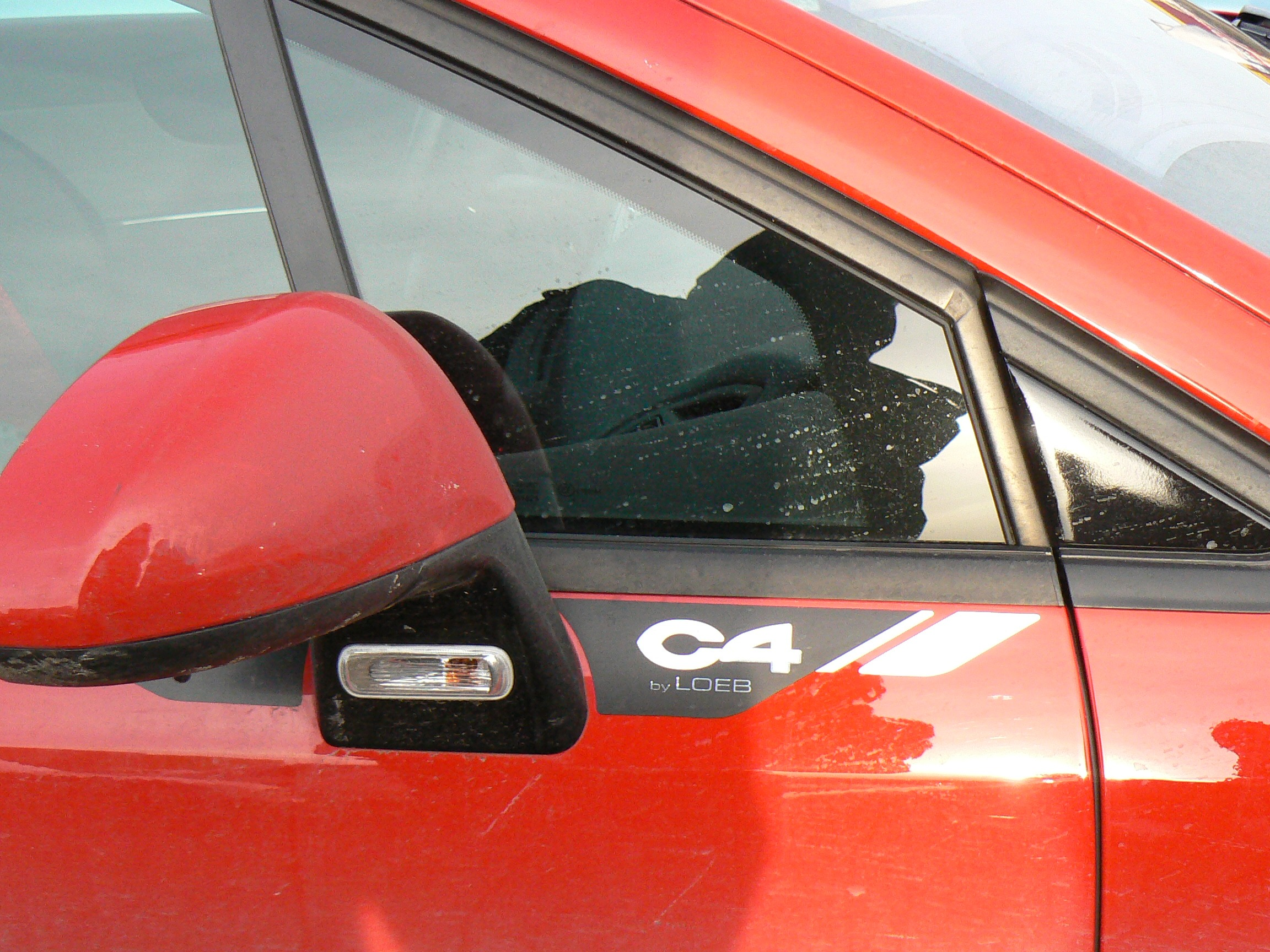
Detalle en el Citroën C4 by Loeb

En ocasiones los fabricantes suelen sacar al mercado una versión de serie del coche de carreras en una edición limitada y basada en su homólogo de competición, generalmente en tributo a un piloto o a una carrera. Entre otros ejemplos podemos encontrar:
- Porsche 911 Carrera: no fue una exactamente una edición limitada, pero la marca alemana lo sacó por los éxitos del coche en la Carrera Panamericana entre 1950 y 1954.
- Ford Escort México: basado en el Ford Escort MKI y en honor a la victoria de Hannu Mikkola en el London to México World Rallye Cup de 1970.
- Toyota Celica Carlos Sainz: el constructor japonés sacó esta edición en homenaje a los títulos mundial logrados por Carlos Sainz para Toyota.
- Subaru Impreza Series McRae: tras ganar el mundial de rally, Subaru sacó 200 unidades inspirado en el Impreza con el que Colin McRae logró el título.
- Subaru Impreza RB5: al igual que el anterior se fabricaron 444 unidades en honor al regreso de Richard Burns al equipo japonés. En color gris, la primera unidad fue para el propio Burns.
- Peugeot 206 GT: la marca francesa se vio obligado a fabricar este modelo para homologar su 206 como World Rally Car.
- Mitsubishi Lancer Tommi Makinen Edition: tras ganar cuatro títulos mundiales Mitsubishi lanzó en 2000 una edición limitada el Lancer Evo VI que rendía unos 276 cv.
- Renault Clio Ragnotti: en 2002 Renault lanzó esta edición en honor al piloto francés Jean Ragnotti y basado en el Clio Sport del que se construyeron 300 unidades para el mercado francés.
- Citroën C4 by Loeb: Citroën lanzó una edición limitada que sólo incorporaba añadidos estéticos.
- Skoda Fabia Monte Carlo: el fabricante lanzó esta versión del Fabia en honor a los 100 años del Rally de Montecarlo.